# Рађо (Перуђа)
Рађо је насеље у Италији у округу Перуђа, региону Умбрија.
Према процени из 2011. у насељу је живело 49 становника. Насеље се налази на надморској висини од 288 м.